# NGC 2687A
NGC 2687A (ook: NGC 2687-1) is een spiraalvormig sterrenstelsel in het sterrenbeeld Grote Beer. Het hemelobject werd op 11 maart 1858 ontdekt door de Ierse astronoom William Parsons.

## Synoniemen
- MCG 8-16-38
- VV 765
- PGC 25031